# Trasa alternatywna
Trasa alternatywna – trasa stworzona dla jak najmniej kłopotliwego i bezpiecznego dotarcia do celu. Trasy takie stworzone są przede wszystkim w regionach bardzo intensywnie użytkowanych przez turystów dojeżdżających na urlop środkami kołowymi. Zwiększone natężenie ruchu w okresie wakacyjnym powoduje utrudnienia w ruchu drogowym. 
W okresie wakacyjnym zachodniopomorska policja i GDDKiA prowadzą kampanię "Bezpiecznie nad morze – trasy alternatywne". Rozdawane są wówczas mapy z trasami alternatywnymi. Można pobrać też wersję elektroniczną. Są tam zawarte informacje o najwygodniejszych alternatywach objechania miejsc występowania utrudnień w ruchu, zatorów, robót drogowych i innych.

## Przykładowe trasy alternatywne
- dla dojeżdżających z Dolnego Śląska alternatywą dojazdu do Dziwnowa i Pobierowa dla S3 jest podróż od Gorzowa przez Barlinek, Stargard, Nowogard i Golczewo[1]
- dla jadących na wyspę Uznam i Wolin alternatywą dla S3 jest zjazd na węźle Goleniów w drogę wojewódzką nr 111 i jazda przez Stepnicę i Wolin[1]
- dla jadących z Wielkopolski i Śląska do Kołobrzegu i Mielna alternatywą dla S11 i DK11 jest zjazd w drogę wojewódzką nr 172 i podróż przez Białogard i Karlino[1]